# Île Monge
Die Île Monge, auch bekannt als Monge Island, ist eine kleine und felsige Insel vor der Küste des ostantarktischen Adélielands. Sie liegt unmittelbar südlich der Insel La Conchée und 800 m nordöstlich des Kap Mousse.
Teilnehmer einer von 1950 bis 1951 dauernden französischen Antarktisexpedition kartierten die Insel und benannten sie nach dem französischen Mathematiker Gaspard Monge (1746–1818).